# Єнбекші (Темірський район)
Єнбекші́ (каз. Еңбекші) — село у складі Темірського району Актюбінської області Казахстану. Входить до складу Алтикарасуського сільського округу.
Населення — 315 осіб (2021; 485 у 2009, 469 у 1999, 484 у 1989).